# Аполлон-6
«Аполлон-6» (англ. Apollo-6) — другий і останній безпілотний експериментальний політ ракети «Сатурн V» за програмою «Аполлон». Останній безпілотний запуск за програмою.
Незважаючи на кілька збоїв, фахівці НАСА визнали умови польоту прийнятними, після чого почалася серія пілотованих запусків.

## Передумови
Після успішного польоту «Аполлона-4» 9 листопада 1967 року і запуску останнього «Сервеєра-7» 10 січня 1968 року планувалося у січні здійснити запуск «Аполлона-5» ракетою-носієм «Сатурн-1Б» і для перевірки місячного модуля, а за два місяці — «Аполлона-6» ракетою-носієм «Сатурн V» для останнього кваліфікаційного польоту. У випадку успішності обох польотів планувалося здійснити запуск ракетою-носієм «Сатурн-1Б» і пілотованого «Аполлона-7» у липні або серпні, у жовтні ракетою-носієм «Сатурн V» мали б запустити «Аполлон-8».
У випадку невдачі польотів «Аполлона» -5 або -6 було б здійснено додаткову перевірку місячного модуля або третій безпілотний запуск «Сатурна V».

## Опис
Апарат складався з триступеневої ракети-носія «Сатурн V» (ступені S-IC, S-II і S-IVB), відсіку приладів, макету місячного модуля (LTA), корабля «Аполлон-6» (удосконалений «Блок I» з новим люком) у складі командного і службового відсіків, системи аварійного порятунку на старті.

## Завдання польоту
- Демонстрація сумісності ракети-носія й корабля, підтвердження навантажень при запуску (виконано частково).
- Демонстрація відділення другого ступеня від першого й третього ступеня від другого (виконано).
- Перевірка працездатності рушійної, навігаційної та електричної підсистем ракети (виконане частково).
- Оцінка роботи системи виявлення неполадок ракети (виконане).
- Демонстрація операцій, необхідних для пуску, проведення польоту й порятунку командного модуля (виконане)[2].

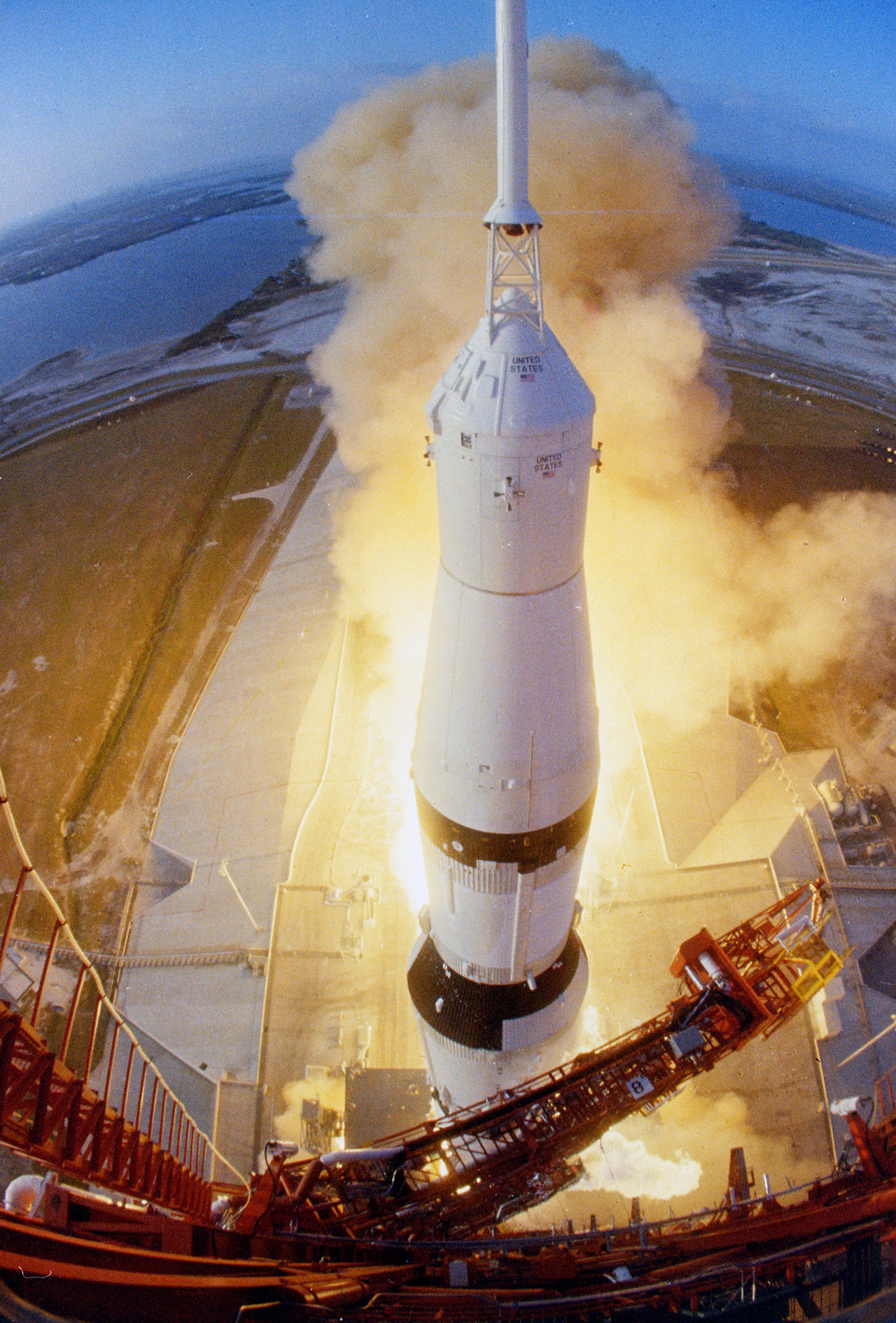
Старт «Аполлона-6».

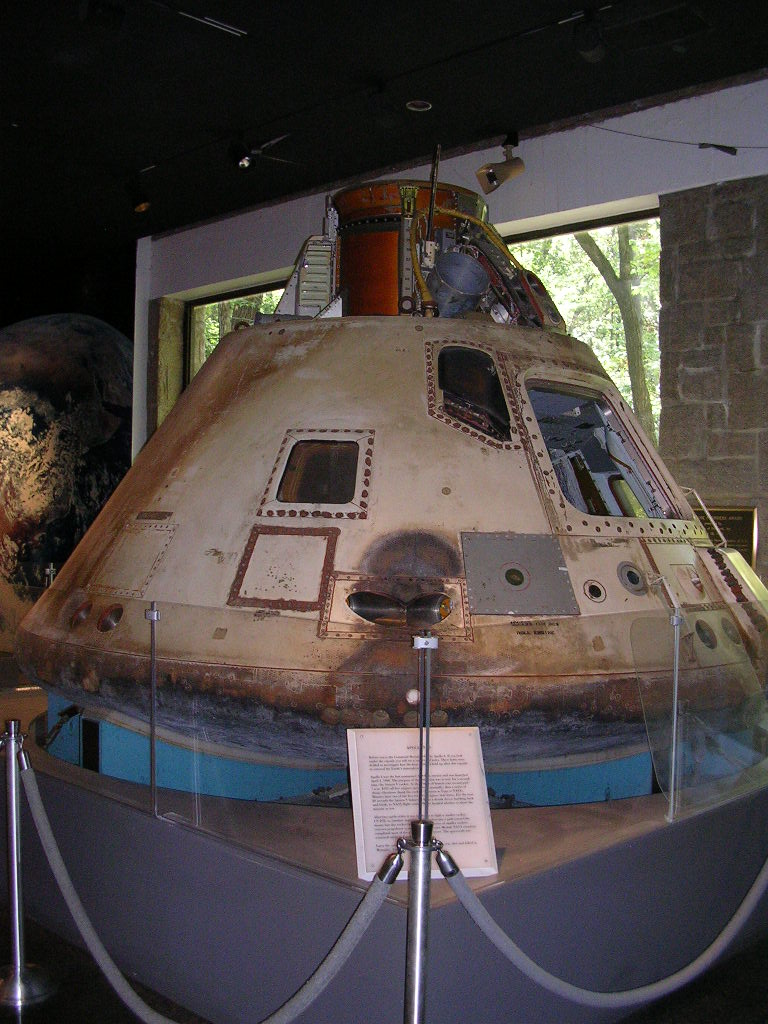
Командний модуль.

## Підготовка
13 березня 1967 року на космодром доставили перший ступінь (S-IC), третій ступінь (М) і відсік приладів. При швидкій перевірці виявилося, що система життєзабезпечення цеху не може пройти перевірку. Для виправлення ситуації було використано пересувні вентилятори, що використовувалися для захисту супутники Пегас від вологості на стартовому комплексі № 37. Незважаючи на це, у кількох місцях вологість зросла до найвищих допустимих розмірів для наземного допоміжного обладнання.
17 березня перший ступінь встановили на мобільний транспортер.
Оскільки доставка другого ступеня затримувалася на два місяці, було вирішено використати замінник для повного збирання ракети-носія.
Впродовж квітня було відкладено кілька перевірок «Аполлона-6» у зв'язку з роботами з «Аполлоном-4» — оскільки збиральний цех міг вмістити два транспортери одночасно, їхня перевірка відбувалася з тимчасовим залученням персоналу й обладнання з одного апарата для роботи з іншим.
24 травня на космодром доставили другий ступінь (S-II) 25 травня. його з'єднали з іншими ступенями і відправили у малий збиральний цех.
Внаслідок кількох процедур, зокрема загальної перевірки ракети-носія, виникли нові затримки.
Перевірка дисперсії ракетного палива і передачі живлення були закінчені до кінця місяця. Переобладнання «Аполлона-4» закінчили у середині червня, що затримало переміщення другого ступеня ракети-носія для «Аполлона-6» в горизонтальну позицію і поставило під загрозу установку, заплановану на 7 липня.
Наприкінці червня було складено новий розклад для «Аполлона-6», заснований на очікуваному прибутті командного і службового відсіків 29 вересня.
У липні і серпні відбувалися чергові затримки. 1 серпня перевірку було перервано для налаштування «Аполлона-4». 14 серпня перевірку було перервано знову.
У листопаді виникла ідея розмістити камеру на вікні командного відсіку. Довелося змінити програму польоту для забезпечення отримання знімків поверхні Землі під час першого оберту і частини другого.
Політ планувався у I кварталі 1968 року, але кілька невеликих затримок пересунули дату.
6 лютого 1968 року транспортер доставив зібрану ракету-носій на стартовий майданчик, незважаючи на дощ із вітром. Під час транспортування виникли проблеми у системах зв'язку, що затримало переміщення на дві години. Після відновлення зв'язку рух було продовжено. Ракету-носій було доставлено на стартовий майданчик через годину після закінчення дощу.

## Політ
Ракета стартувала 4 квітня 1968 року. Перший ступінь S-IC працював відповідно до розрахункових параметрів, але перед закінченням роботи двигунів виникли значні поздовжні коливання ракети, що не завдали пошкодження структурі апарата.
Унаслідок недоліку при виготовленні відділилися структурні панелі від перехідника місячного модуля.
Через 4 хвилини 38 секунд польоту виникли проблеми в роботі другого ступеня (зменшення температури в головному клапані окиснювача, збільшення тиску в РРД № 2).
Через 5 хвилин 18 секунд у тому ж двигуні раптово знизилася тяга на 2500 кілограмів. Щоб компенсувати відсутню швидкість, був відділений ступінь S-II, але через перевитрату палива кораблю не вдалося вийти на високоеліптичну орбіту
Після двох обертів на низькій орбіті, під час яких проводилися перевірки систем ракети й корабля, мав повторно ввімкнутися двигун третього ступеня. У місячних експедиціях це включення відправляло корабель з астронавтами до Місяця. Однак двигун повторно включити не вдалося, і корабель був відділений від третього ступеня на низькій орбіті. Для виконання завдань польоту було вирішено відправити корабель на еліптичну орбіту з високим апогеєм за допомогою його власного двигуна. Двигун корабля був включений приблизно на 7 хв 20 с (довше, ніж було потрібно в будь-якій пілотованій експедиції до Місяця), у результаті апогей збільшився до 22,2 тис. км. Однак при цьому було витрачено майже все паливо (його залишалося менше ніж на пів хвилини роботи двигуна), і це не дозволило надалі розігнати корабель на спадній траєкторії до другої космічної швидкості. Швидкість входу в атмосферу становила приблизно 10,0 км/с, на 1,2 км/с менше розрахункової. Місце посадки перебувало за 90 км від розрахункової точки.